# 결정화

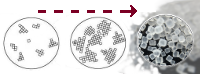

결정화(結晶化, 영어: crystallization)는 결정의 형태로 굳어지는 것을 말한다.

## 같이 보기
- 정벽
- 광물
- 고분자 결정화